# کارگل

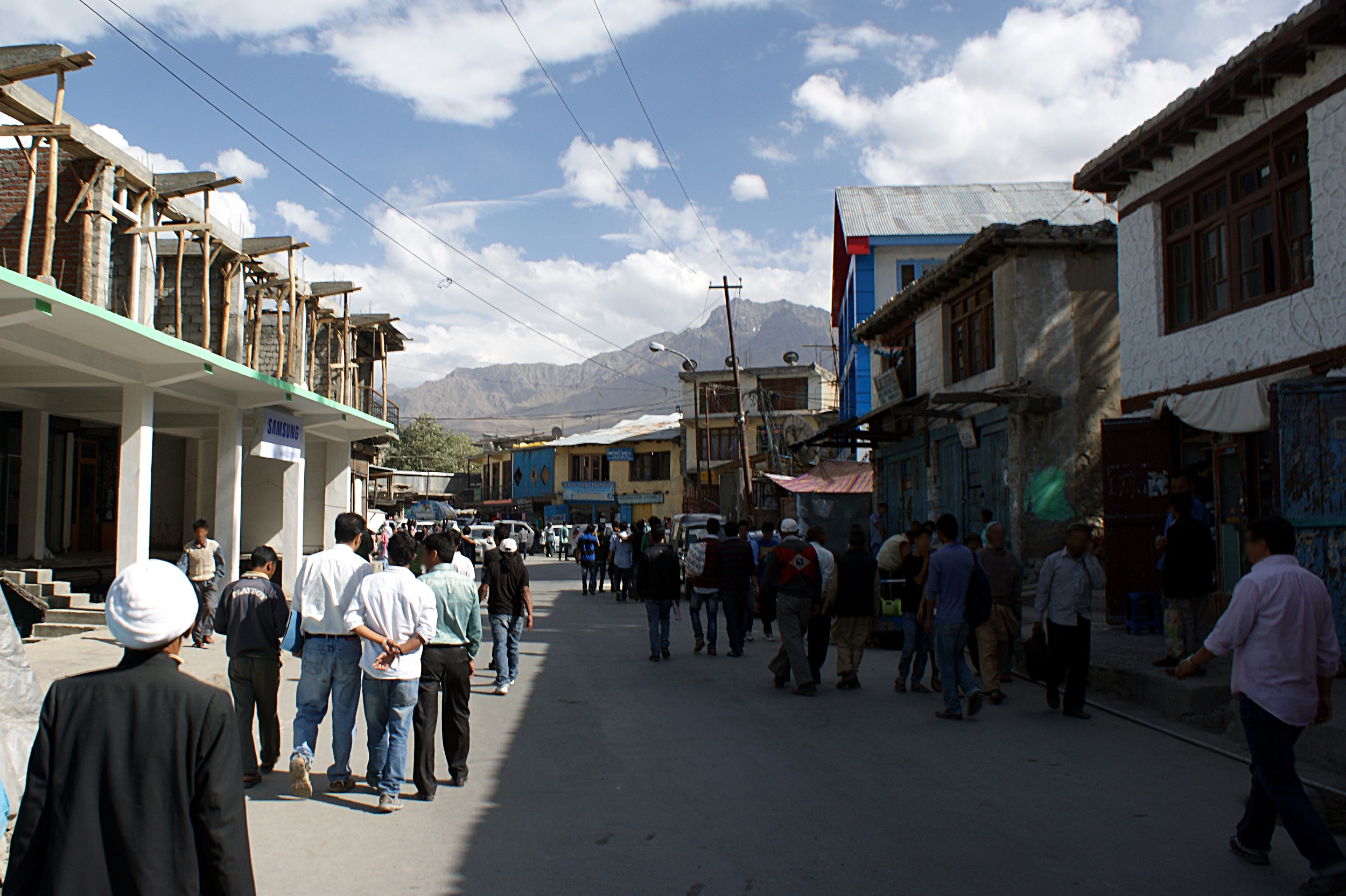
بازار کارگل

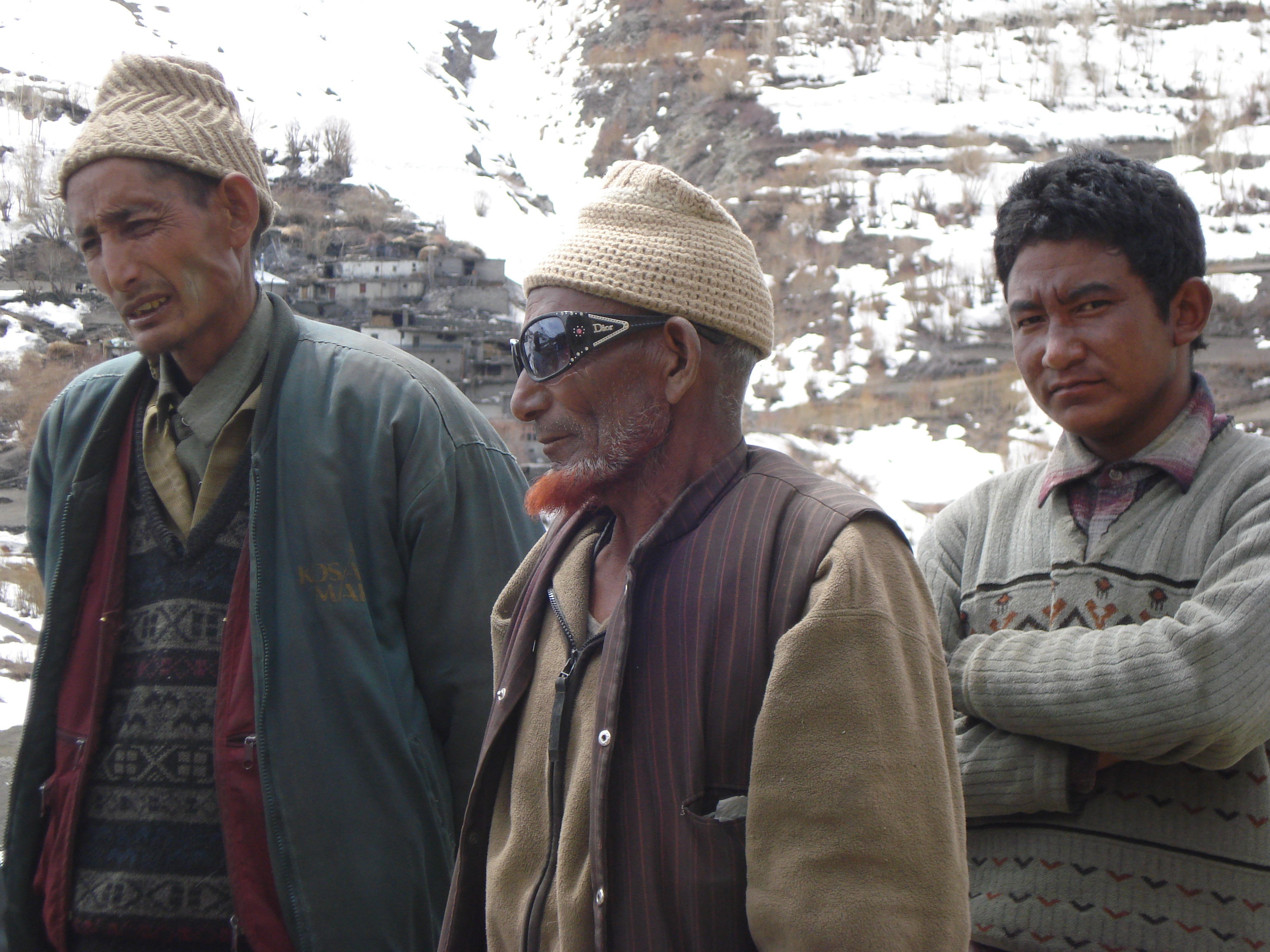
مردم کارگل

کارگِل (لاداخی: ཀར་གིལ་؛ اردو: کارگل) شهری در بخش کارگل در لداخ، کشمیر است. این شهر در مرز بین چین، هند و پاکستان قرار دارد.
این شهر دومین شهر بزرگ لداخ پس از له است و در ۶۰ کیلومتری دراس و ۲۴۰ کیلومتری سرینگر واقع شده است.

## جغرافیا
کارگل به‌طور میانگین بلندایی برابر ۲٬۶۷۶ متر از سطح دریا دارد و در کرانه سرو دریا واقع شده است. کارگل در شمال با ایالت گلگت-بلتستان هم‌مرز است. این منطقه مانند دیگر مناطق هیمالیا اقلیمی معتدل دارد و تابستان‌های آن خنک با شب‌های سرد و زمستان‌هایش طولانی و بسیار سرد است چنانچه گاهی هوا تا ۵۴ درجه سلسیوس زیر صفر پایین می‌آید.

## ترابری
یکی از بزرگراه‌های هند که سرینگر را به له وصل می‌کند به کارگل متصل است.
یکی از راه‌های مشهور که در همه فصول باز است راه کارگل-سکردو است که کارگل را به سکردو شهری در گلگت-بلتستان مرتبط می‌کند که البته پس از تصرف بلتستان توسط پاکستان در سال ۱۹۴۸ بسته شده است. در حالی که دولت هند در ژستی بشردوستانه خواهان گشودن دوباره این راه شده است دولت پاکستان این درخواست را رد می‌کند.

## تاریخ
تا پیش از چندپارگی هند کارگل بخشی از ناحیه بلتستانِ لداخ بود. دره‌ای بود که توسط بلندترین کوه‌های جهان از دیگر مناطق جدا افتاده و جمعیتی اندک از اقوام، ادیان و زبان‌های گوناگون در آن می‌زیستند. جنگ نخست کشمیر به چندپارگی بلتستان انجامید. به گونه‌ای که ناحیه و شهر کارگل در سمت هند در لداخ از ایالت جامو و کشمیر قرار گرفت. پس از پایان جنگ هند و پاکستان در ۱۹۷۱ دو دولت با امضای عهدنامه سیملا متعهد شدند که وارد درگیری نظامی نشوند و به مرزهای موجود احترام بگذارند.
در ۱۹۹۹ این ناحیه توسط پاکستان مورد حمله قرار گرفت که هندی‌ها در جنگ کارگل ایشان را پس راندند.

## جمعیت‌شناسی
برپایه سرشماری سال ۲۰۰۱ کارگل از ۲٬۰۶۵ خانوار داشته که جمعیتی برابر با ۱۰٬۶۵۷ نفر می‌شدند. نرخ جنسی شهر ۵۵۹ زن در برابر هر ۱٬۰۰۰ مرد است. نرخ باسوادی کارگل ۷۳٪ است که تنها ۱٪ از میانگین ملی پایین‌تر است.
در سرشماری سال ۲۰۱۱، جمعیت شهر ۱۶٬۳۳۸ نفر بود. ۷۸٪ مردم شهر را مسلمانان (عمدتا شیعه)، ۱۹٪ هندوها و ۲٪ سیک‌ها و ۱٪ هم باقی ادیان تشکیل می‌دادند. جمعیت مردان منطقه ۱۰۰۸۲ نفر، و زنان ۶۲۵۶ نفر است که به دنبال آن نسبت جنسیتی ۶۲۱ زن به هر ۱۰۰۰ مرد است. نرخ باسوادی ۷۵٫۵٪ است که این نرخ برای مردان ۸۵٫۶٪ و برای زنان ۵۹٫۴٪ است. مردم کارگل پیشینه مخلوط داردی و تبتی دارند. بومیان کارگل تا پیش از سده‌های ۱۴ و ۱۵ میلادی که مبلغان مسلمان پای به این سرزمین گذاشتند پیروان بودایی‌گرایی تبتی بودند. معماری مسجد قدیمی کارگل ترکیبی از سبک‌های ایرانی و تبتی است، در حالی که معماری مسجد جدید از سبک‌های جدید ایرانی و عربی پیروی می‌کند.

### پیوند با ایران
بسیاری از مردم کارگِل به زبان فارسی روان صحبت می‌کنند. آنها پیوندهای عمیق با ایران دارند و نزدیک به نیمی از مردم این شهر مسلمان شیعه هستند. اسلام شیعی در اواخر سده ۱۵ (میلادی) از طریق لشکرکشی‌های نظامی، فعالیت‌های مبلغان مذهبی و مبادلات تجاری، از ایران وارد کارگِل شد. بازدید میر شمس‌الدین اراکی از لداخ در اوایل سده ۱۶ (میلادی) تأثیر چشمگیری در گسترش دیدگاه شیعه داشت. البته پیش از آن، نخستین ورود اسلام شیعه به آن منطقه در سده ۱۴ (میلادی) توسط سید علی همدانی انجام شد.
امروز نزدیک به نیمی از مردم این شهر مسلمان شیعه هستند. پر رفت‌وآمدترین تقاطع در مرکز کارگل «چوک خامنه‌ای» نام دارد و نام بزرگ‌ترین مکان تجمع شهر «پارک حسینی» است. در بیرون و درون مساجد شیعیان در کارگِل تصاویر بزرگ علی خامنه‌ای دیده می‌شوند. همچنین چندین سازمان اجتماعی و مذهبی شیعه در کارگِل به ترویج ایدئولوژی انقلاب اسلامی ایران می‌پردازند که مهم‌ترین و پرنفوذترین آنها بنیاد یادبود امام خامنه‌ای (IKMT) و جامعة العلمای اثنی عشریه کارگِل-لداخ (JUIAK) هستند.
زبان فارسی در بسیاری از مدارس کارگل آموزش داده می‌شود. بسیاری از امامان جماعت کارگِل برای تحصیل علوم دینی به حوزه‌های علمیه قم، اصفهان و تهران سفر کرده‌اند. تا جاییکه در سال‌های اخیر مردم کارگِل برای تحصیلات تکمیلی به دانشکده‌های پزشکی و مهندسی ایران رفته‌اند.